# Taractichthys
Taractichthys är ett släkte av fiskar. Taractichthys ingår i familjen havsbraxenfiskar.
Kladogram enligt Catalogue of Life:
| Taractichthys | \| \| långfenad havsbraxen \| \| \| \| \| \| Taractichthys steindachneri \| \| \| \| |
|               | \| \| långfenad havsbraxen \| \| \| \| \| \| Taractichthys steindachneri \| \| \| \| |
|               | Brama                                                                                |
|               |                                                                                      |
|               | Eumegistus                                                                           |
|               |                                                                                      |
|               | Pteraclis                                                                            |
|               |                                                                                      |
|               | Pterycombus                                                                          |
|               |                                                                                      |
|               | Taractes                                                                             |
|               |                                                                                      |
|               | Xenobrama                                                                            |
|               |                                                                                      |
|               | långfenad havsbraxen                                                                 |
|               |                                                                                      |
|               | Taractichthys steindachneri                                                          |
|               |                                                                                      |

|  | långfenad havsbraxen        |
|  |                             |
|  | Taractichthys steindachneri |
|  |                             |